# Cagliari Calcio 2019-2020
Questa voce raccoglie le informazioni riguardanti il Cagliari Calcio nelle competizioni ufficiali della stagione 2019-2020.

## Stagione
L'estate 2019 vede la conferma di Maran sulla panchina dei rossoblù, dopo la salvezza raggiunta nel campionato precedente. Sul mercato si segnala il ritorno di Nainggolan, mentre il giovane Barella viene acquistato dall'Inter.
La stagione inizia ufficialmente il 18 agosto con la Coppa Italia: il Cagliari elimina il Chievo battendolo per 2-1 e accede al quarto turno. La settimana successiva inizia il campionato con due sfide casalinghe e arrivano due sconfitte: una clamorosa contro il neopromosso Brescia e una contro l'Inter. Nel primo match l'attaccante Leonardo Pavoletti si infortuna e si aggiunge all'altro lungodegente, il portiere Alessio Cragno, infortuni che porteranno il direttore sportivo dei sardi a concludere qualche acquisto nelle ultime ore del calciomercato. Nonostante la partenza ad handicap, il Cagliari si riprende: con il Parma arrivano i primi 3 punti della stagione grazie ad un 3-1 esterno e col medesimo risultato viene sconfitto il Genoa, ma il primo exploit è in trasferta al San Paolo contro il Napoli, dove i sardi vincono con un gol nel finale di gara e si issano al quinto posto. Successivamente arriva mezzo passo falso contro il Verona e un ottimo punto in casa della Roma, mentre il mese di ottobre si conclude con 4 punti: una facile vittoria casalinga contro la SPAL e un pareggio esterno contro il Torino.
Novembre si rivela altrettanto proficuo, con un 3-2 casalingo contro il Bologna, una vittoria al Gewiss Stadium contro la temibile Atalanta e un 5-2 contro la Fiorentina, con il Cagliari che vinceva per 5-0 al 65º minuto. Questi risultati portano a 23 i punti ottenuti in 12 giornate. A fine mese avviene il primo calo: contro la neopromossa Lecce, partita slittata al giorno successivo causa nubifragio, i sardi subiscono due gol negli ultimi minuti di gara, sciupando il doppio vantaggio e ottenendo un solo punto. Segue una sofferta vittoria contro la Sampdoria, ottenuta dopo una rimonta memorabile, coronata dal gol del sorpasso (4-3) segnato al 96º minuto di gioco. Anche nella partita seguente il Cagliari fatica, ma riesce a rimontare il doppio svantaggio sul campo del Sassuolo e raccoglie un pari che vale comunque il quarto posto, posizione che propone il Cagliari come vera sorpresa del campionato. Nel mezzo il Cagliari ottiene l'accesso agli ottavi di finale di Coppa Italia, sempre contro i doriani.
Nel match di metà dicembre, contro la Lazio alla Sardegna Arena, i rossoblù vengono beffati nei minuti di recupero dell'incontro da due marcature in extremis che ribaltano l'iniziale vantaggio dei padroni di casa, consegnando ai romani un'insperata vittoria. Si chiude così a 13 partite la striscia positiva della squadra sarda, con 8 vittorie e 4 pareggi: è il miglior avvio del Cagliari dai tempi della stagione dello scudetto. In quel momento inizia una crisi a cavallo del nuovo anno: arriveranno, infatti, altre tre sconfitte di fila nella doppia trasferta contro Udinese e Juventus e in casa contro il Milan, a cui si aggiunge l'eliminazione dalla Coppa Italia al Meazza contro l'Inter (4-1), con ben 18 gol subiti in totale e solo 3 segnati. Il Cagliari chiude comunque il girone d'andata al sesto posto, valido per la qualificazione all'Europa League. La tendenza negativa prosegue, tuttavia, nelle giornate successive: sebbene arrivino tre pareggi di fila contro Brescia, Inter e Parma, la serie di partite senza vittorie in campionato si allunga, con le sconfitte con Genoa e in casa con il Napoli. Il 3 marzo 2020, due giorni dopo la sconfitta interna contro la Roma per 3-4, undicesima partita senza vittoria, e con la squadra scesa in tre mesi dal quarto all'undicesimo posto, Rolando Maran viene sollevato dall'incarico e al suo posto viene chiamato Walter Zenga, coadiuvato da Max Canzi, allenatore della Primavera promosso in prima squadra nel ruolo di vice-allenatore.
L'avvicendamento arriva tuttavia immediatamente prima della sospensione del campionato a causa della pandemia di COVID-19 e costringe il nuovo tecnico ad esordire solamente tre mesi e venti giorni dopo nel recupero della 25ª giornata contro il Verona. Al Bentegodi arriva una sconfitta ma ad essa seguono due vittorie di fila contro SPAL e Torino. La vittoria a Ferrara interrompe un digiuno di successi durato 204 giorni dall'ultima contro la Sampdoria in extremis alla 14ª giornata. Al filotto segue un pareggio esterno a Bologna e i 7 punti totali mettono una seria ipoteca sulla salvezza, fino a qualche mese prima scontata e poi dopo il crollo diventata comunque l'obbiettivo minimo. Dopo Bologna la squadra è oltretutto al nono posto e quindi in piena corsa per l'obbiettivo del piazzamento nella parte sinistra della classifica ma arriva una seconda pesante flessione anche nella gestione Zenga che porta a soli 3 punti in 7 partite, di cui quattro di fila senza segnare e la squadra precipita al quattordicesimo posto. Solo un colpo di coda alla penultima giornata porta alla sorprendente vittoria casalinga contro la Juventus comunque già fregiatasi del titolo di campione d'Italia per poi cedere all'ultima a San Siro per 3-0 contro il Milan.
Zenga chiude il "suo" campionato post-lockdown con 13 punti (3 vittorie, 4 pareggi e 6 sconfitte), a cui se si aggiungono i 3 punti frutto di tre pareggi targati Maran che vogliono dire solo 16 punti nel girone di ritorno contro i 29 dell'andata, un rendimento quasi da retrocessione (solo Torino, Brescia e SPAL hanno fatto meno) e che costa il mancato rinnovo del contratto al tecnico milanese.

## Divise e sponsor
Per la quarta stagione di fila, i principali sponsor di maglia sono ISOLA Artigianato di Sardegna, marchio istituzionale della Regione Sardegna, e Birra Ichnusa; mentre nel retro della maglia, per il solo campionato, è presente per il secondo anno il marchio Nieddittas, azienda oristanese attiva nella mitilicoltura. Sulla manica sinistra si aggiunge invece lo sponsor Arborea. Lo sponsor tecnico è l'azienda bolognese Macron.
Il 23 maggio 2019, il Cagliari Calcio e Macron, tramite un video sulla piattaforma multimediale YouTube, presentarono le nuove maglie per la stagione 2019-2020. La rossoblù venne inoltre indossata in anteprima dalla squadra in occasione dell’ultima gara di campionato della stagione 2018-2019 domenica 26 maggio alla Sardegna Arena contro l'Udinese.
La maglia di casa presenta il tradizionale schema a quarti rossoblù sebbene col retro non invertito. Il collo è a V e il fondo della maglia presenta il disegno dei quattro mori embossato sulla parte destra nella banda blu. Per la prima volta, così come in tutte le versioni del kit, compare il Macron Hero, ovvero il logo del brand emiliano che va a sostituire il tradizionale lettering, mentre a sinistra compare lo stemma societario. Nel retro, sotto al colletto è stampato #FORZACASTEDDU, così come nelle altre versioni del kit. I pantaloncini sono blu con dettagli rossi sui fianchi, coulisse bianca ed endcord rosso; i calzettoni sono blu con bordo in maglieria rosso.
La versione da trasferta è predominantemente bianca ma arricchita nella sua parte anteriore da una grafica con effetto melange con dettagli rossi e blu, mentre il collo è alla coreana con bordo rossoblù. I pantaloncini sono bianchi con lo stesso effetto melangiato sui fianchi e i calzettoni bianchi con bordo superiore rossoblù.
La terza maglia è di colore verde scuro militare, impreziosito da un fine rigato verticale tono su tono e con effetto degradé. Il collo è a V con bordo rossoblù, mentre la manica e il fianco destro hanno dettagli rossi che si ripetono in blu sulla parte sinistra. I pantaloncini sono verdi con dettagli rossi e blu mentre i calzettoni verdi con bordo rossoblù.
L'11 gennaio 2020, in occasione del primo match casalingo del 2020 contro il Milan viene presentata e utilizzata per la prima volta la maglia speciale per il Centenario del club rossoblù. Non una maglia vintage e celebrativa della storia della squadra come spesso accade nel mondo del calcio ma una maglia comunque moderna, disegnata dallo stilista sardo Antonio Marras. La maglia, a girocollo è bianca ed è caratterizzata da due grandi bande con effetto "spennellato", una rossa e una blu, si incrociano sul centro-destra senza mai toccarsi, e con la banda verticale blu che in continuità si ritrova anche sul pantaloncino. Completano il kit gara i calzettoni bianchi con banda rossoblù.  Sul petto a destra in silicone bianco, quindi nascosto il logo della Macron mentre a sinistra, lato cuore, il logo del centenario del Cagliari sempre disegnato da Marras. Nel retro, sotto al colletto, è ricamata in rosso la formula "• 1920 2020 ∞".
| Casa | Trasferta | Terza | Centenario |

## Organigramma societario
Organigramma aggiornato al 7 marzo 2020.
Area direttiva
- Presidente onorario: Luigi Riva (dal 18/12/2019)
- Presidente: Tommaso Giulini
- Vicepresidente: Stefano Filucchi
- Vicepresidente: Fedele Usai (dal 18/12/2019)
- Amministratore Delegato: Carlo Catte
- Direttore Generale: Mario Passetti
- Direttore Commerciale: Stefano Melis
- Dirigente Servizio ASQ: Andrea Alessandro Muntoni
- Consiglieri di Amministrazione: Massimo Delogu, Pasquale Lavanga, Nicola Riva (dal 18/12/2019), Stefano Signorelli, Fedele Usai (fino al 18/12/2019)
- Collegio sindacale: Luigi Zucca, Giovanni Pinna Parpaglia, Piero Sanna Randaccio
- Organismo di Vigilanza: Mario Marchetti (Presidente), Diego Loy e Pier Gabriele Carta (Componenti)

Organizzazione esecutiva
- Segretario generale sportivo: Matteo Stagno
- Direttore Sportivo: Marcello Carli
- Team Manager: Alessandro Steri
- Responsabile Scouting: Riccardo Guffanti
- Responsabile Settore Giovanile: Pierluigi Carta
- Responsabile Cagliari Football Academy: Bernardo Mereu
- Responsabile Attività di base: Sergio Fadda
- Responsabile Marketing e Comunicazione: Federica Vargiu
- Responsabile Store, Licensing e Ticketing: Alessandro Cinellu

- Responsabile Infrastrutture e Sicurezza: Franco Marongiu
- Responsabile Eventi e iniziative e Supporter Liaison Officer: Elisabetta Scorcu
- Responsabile Contabilità e Personale: Danila Fenu
- Responsabile Amministrativo e Reporting: Mauro Congia
- Responsabile Infrastrutture: Franco Marongiu
- Delegato Sicurezza Stadio: Andrea Muggianu

Area tecnica
- Allenatore: Rolando Maran (fino al 03/03/2020), poi Walter Zenga
- Allenatore in seconda: Christian Maraner (fino al 03/03/2020), poi Massimiliano Canzi
- Preparatore dei portieri: Walter Bressan(fino al 03/03/2020), poi Antonio Brambilla
- Collaboratori tecnici: Ivan Moretto, Andrea Tonelli e Giovanni Vio (dal 18/12/2019)
- Responsabile preparazione atletica: Roberto De Bellis (fino al 06/03/2020)
- Preparatori atletici: Giuseppe Allegra, Francesco Fois
- Match Analyst: Gianluca Maran (fino al 03/03/2020)
- Area Tecnica Prima Squadra: Andrea Cossu, Roberto Colombo
- Coordinatori Tecnici Settore Giovanile:
  - Daniele Conti (Primavera, U17)
  - Martino Melis (U16)
  - Oscar Erriu (U15, U14, U13)

Area sanitaria
- Responsabile sanitario: Marco Scorcu
- Medico prima squadra: Roberto Mura
- Fisioterapisti: Salvatore Congiu, Simone Ruggiu, Stefano Frau

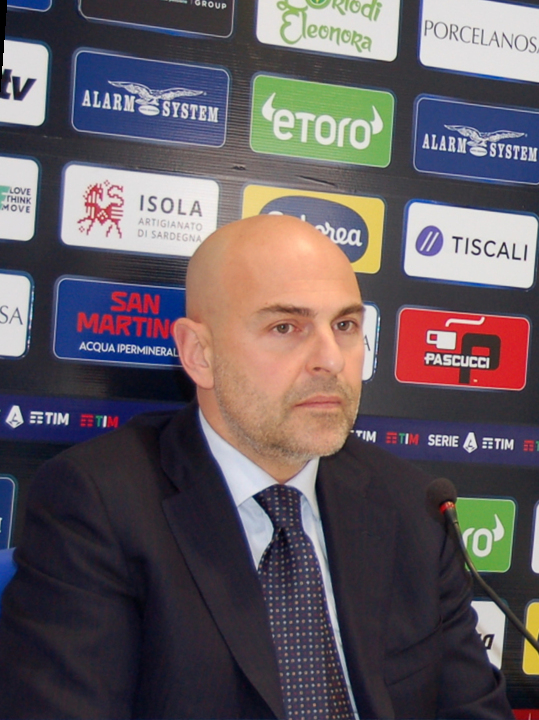
Il presidente del Cagliari Tommaso Giulini, alla sua sesta stagione sportiva.

## Rosa
Rosa e numerazione sono aggiornate al 18 luglio 2020
| N. |                     | Ruolo | Calciatore                       |
| -- | ------------------- | ----- | -------------------------------- |
| 1  | Brasile (bandiera)  | P     | Rafael                           |
| 2  | Italia (bandiera)   | D     | Simone Pinna                     |
| 3  | Italia (bandiera)   | D     | Federico Mattiello               |
| 4  | Belgio (bandiera)   | C     | Radja Nainggolan (vice capitano) |
| 6  | Croazia (bandiera)  | C     | Marko Rog                        |
| 8  | Italia (bandiera)   | C     | Luca Cigarini                    |
| 9  | Italia (bandiera)   | A     | Alberto Cerri                    |
| 9  | Italia (bandiera)   | A     | Alberto Paloschi                 |
| 10 | Brasile (bandiera)  | C     | João Pedro                       |
| 12 | Italia (bandiera)   | D     | Fabrizio Cacciatore              |
| 14 | Slovenia (bandiera) | C     | Valter Birsa                     |
| 15 | Estonia (bandiera)  | D     | Ragnar Klavan                    |
| 16 | Croazia (bandiera)  | C     | Filip Bradarić                   |
| 16 | Italia (bandiera)   | D     | Salvatore Boccia                 |
| 17 | Uruguay (bandiera)  | C     | Christian Oliva                  |
| 18 | Uruguay (bandiera)  | C     | Nahitan Nández                   |
| 19 | Italia (bandiera)   | D     | Fabio Pisacane                   |
| 20 | Italia (bandiera)   | P     | Simone Aresti                    |
| 20 | Uruguay (bandiera)  | A     | Gastón Pereiro                   |
| 21 | Moldavia (bandiera) | C     | Artur Ioniță                     |
| 22 | Grecia (bandiera)   | D     | Charalampos Lykogiannīs          |
| 23 | Italia (bandiera)   | D     | Luca Ceppitelli (capitano)       |

| N. |                           | Ruolo | Calciatore            |
| -- | ------------------------- | ----- | --------------------- |
| 24 | Italia (bandiera)         | D     | Paolo Faragò          |
| 25 | Corea del Nord (bandiera) | A     | Han Kwang-song        |
| 25 | Italia (bandiera)         | C     | Federico Marigosu     |
| 26 | Italia (bandiera)         | A     | Daniele Ragatzu       |
| 27 | Italia (bandiera)         | C     | Alessandro Deiola     |
| 27 | Italia (bandiera)         | C     | Alessandro Lombardi   |
| 28 | Italia (bandiera)         | P     | Alessio Cragno        |
| 29 | Argentina (bandiera)      | C     | Lucas Castro          |
| 30 | Italia (bandiera)         | A     | Leonardo Pavoletti    |
| 31 | Argentina (bandiera)      | C     | Santiago Colombatto   |
| 32 | Bulgaria (bandiera)       | A     | Kiril Despodov        |
| 32 | Argentina (bandiera)      | C     | Isaias Omar Delpupo   |
| 33 | Italia (bandiera)         | D     | Luca Pellegrini       |
| 34 | Italia (bandiera)         | P     | Giuseppe Ciocci       |
| 35 | Italia (bandiera)         | C     | Riccardo Ladinetti    |
| 36 | Italia (bandiera)         | D     | Andrea Carboni        |
| 37 | Italia (bandiera)         | A     | Luca Gagliano         |
| 38 | Italia (bandiera)         | D     | Fabio Porru           |
| 40 | Polonia (bandiera)        | D     | Sebastian Walukiewicz |
| 56 | Italia (bandiera)         | D     | Filippo Romagna       |
| 90 | Svezia (bandiera)         | P     | Robin Olsen           |
| 99 | Argentina (bandiera)      | A     | Giovanni Simeone      |

Note:
1. 1 2 3 4 5  Ceduto nella sessione invernale di calciomercato.
2. 1 2  Acquistato nella sessione invernale di calciomercato.
3. 1 2  Non tesserato con il club dal 1º luglio 2020
4. 1 2 3 4 5  Ceduto nella sessione estiva di calciomercato.
5. 1 2 3 4 5 6 7 8 9  Aggregato alla prima squadra dalla formazione primavera.
6. 1 2  Acquistato nella sessione estiva di calciomercato.

## Calciomercato
Terminata la stagione 2018-2019 lasciarono il club Simone Padoin dopo tre stagioni, a cui non venne rinnovato il contratto, e dopo una stagione il croato Darijo Srna, simbolo della precedente sessione estiva del mercato, ritiratosi dal calcio giocato. Contestualmente non vennero confermati i prestiti dei francesi Cyril Théréau e Maxime Leverbe, mentre il quarto portiere Daga venne ceduto all'Arezzo. In entrata invece vennero inseriti in rosa i rientranti dai prestiti all'Olbia del giovane terzino di Zeddiani Simone Pinna e l'attaccante cagliaritano Daniele Ragatzu, in rossoblù dopo 9 stagioni, oltre all'arrivo del polacco Sebastian Walukiewicz, acquistato nella sessione invernale dal Pogoń Stettino e lasciato a maturare lì fino al termine della stagione. Da segnalare poi l'acquisto dal Venezia del giovane portiere Guglielmo Vicario, girato poi subito in prestito al Perugia.
La campagna trasferimenti ruotò comunque tutta intorno alla cessione del prodotto del vivaio rossoblù Nicolò Barella, già corteggiato da diversi club nel gennaio precedente ed entrato nel giro della Nazionale italiana, il quale venne ceduto a inizio luglio all'Inter per 37 milioni di euro (più bonus potenziali fino a una cifra totale di 45 milioni), diventando così la cessione più remunerativa della storia del club. Con questa aumentata disponibilità economica la società puntò a rinforzare il centrocampo orfano del centrocampista sardo ingaggiando prima dal Napoli il croato Marko Rog e poi in un'operazione a sorpresa riportando dopo cinque anni Radja Nainggolan dall'Inter, grazie alla necessità del belga di trovare squadra essendo stato messo fuori rosa dai nerazzurri e complice una situazione familiare delicata che lo portarono a riavvicinarsi alla terra natia della moglie. Ma soprattutto a inizio agosto venne finalizzato l'acquisto di Nahitan Nández dal Boca Juniors dopo una lunga telenovela iniziata addirittura nella sessione precedente, poi sfumata anche per via della permanenza dello stesso Barella. Il nazionale uruguagio, preso per 18 milioni di euro diventò così l'acquisto più dispendioso della storia del Cagliari. In difesa, causa addio di Srna, oltre all'acquisizione definitiva di Fabrizio Cacciatore venne preso dalla SPAL Federico Mattiello. 
Un infortunio alla spalla occorso ad Alessio Cragno nella penultima amichevole precampionato contro il Fenerbahçe costrinse il secondo portiere degli Azzurri alla lungodegenza, privando i sardi del portiere titolare. Pertanto, dopo aver provato a continuare con il vice Rafael nel terzo turno di Coppa Italia e nella prima giornata di campionato, si decise di intervenire acquistando dalla Roma il portiere svedese Robin Olsen. Analogamente, un infortunio al legamento crociato anteriore e al menisco del ginocchio destro occorso a Leonardo Pavoletti nel primo tempo della gara d'esordio contro il Brescia spinse la dirigenza ad acquistare il Cholito Giovanni Simeone dalla Fiorentina. A stagione iniziata, dopo la Coppa Italia, venne ingaggiato il terzino sinistro Luca Pellegrini, già rinforzo nella seconda parte della stagione precedente in prestito secco dalla Roma e ritornato in Sardegna con la medesima formula ma dalla Juventus che nel frattempo l'aveva acquistato a inizio sessione dai giallorossi.
Per quanto riguarda il mercato in uscita, oltre al già citato Barella, salutarono prima il brasiliano Diego Farias dopo 5 stagioni e l'esubero croato Marko Pajač dopo una stagione (la seconda metà conclusa all'Empoli), accasatisi rispettivamente al Lecce e al Genoa. Successivamente negli ultimi giorni di mercato tra fine agosto e il 2 settembre vennero piazzati tutti in prestito Filippo Romagna al Sassuolo, il croato Filip Bradarić all'Hajduk Spalato e il bulgaro Kiril Despodov allo Sturm Graz. A titolo definitivo vennero invece ceduti, di rientro dai rispettivi prestiti in Serie B, l'argentino Santiago Colombatto al Sint-Truiden e il nord coreano Han Kwang-song alla Juventus U23.
All'inizio della sessione invernale, nei primi di gennaio, la società decide di lasciar andare tre dei quattro sardi in rosa: il portiere Simone Aresti, scivolato al quarto posto nelle gerarchie con il ritorno dal lungo infortunio di Alessio Cragno rimane in Sardegna andando a fare il titolare all'Olbia in Serie C, mentre il difensore Simone Pinna e il centrocampista Alessandro Deiola vengono prestati rispettivamente all'Empoli in Serie B e al Lecce in Serie A. Gli altri movimenti sono avvenuti nell'ultima giornata di mercato: l'attaccante Alberto Cerri si trasferisce alla SPAL e in cambio, con uno scambio di prestiti, arriva l'attaccante Alberto Paloschi, mentre sempre ai ferraresi si accasa il centrocampista argentino Lucas Castro a titolo definitivo. In sostituzione del Pata, i rossoblù acquistano a titolo definitivo il trequartista uruguaiano Gastón Pereiro dagli olandesi del PSV Eindhoven.
La pandemia di COVID-19 ha posticipato le ultime giornate di campionato ad una data successiva al naturale termine della stagione sportiva, pertanto per chi aveva il contratto in scadenza il 30 giugno 2020 o per chi era in prestito doveva essere ridiscusso fra le parti interessate attraverso una trattativa privata. Per quanto riguarda i prestiti secchi, ovvero Paloschi, Pellegrini e Nainggolan non c'è stato alcun problema nella contrattazione rispettivamente con SPAL, Juventus e Inter nel prolungamento fino al 31 agosto 2020. Più difficoltose ma comunque andate a buon fine sono state invece le trattative per l'estensione del contratto di Klavan e Cigarini, due dei tre giocatori in scadenza. Nessun accordo invece con il portiere Olsen, che fa così ritorno alla Roma, e con il terzino Cacciatore, rimasto svincolato.

### Sessione estiva(dal 1/7 al 2/9)
| Acquisti         | Acquisti              | Acquisti       | Acquisti                         |
| R.               | Nome                  | da             | Modalità                         |
| ---------------- | --------------------- | -------------- | -------------------------------- |
| P                | Robin Olsen           | Roma           | prestito                         |
| D                | Sebastian Walukiewicz | Pogoń Stettino | fine prestito                    |
| D                | Federico Mattiello    | Atalanta       | prestito con diritto di riscatto |
| D                | Luca Pellegrini       | Juventus       | prestito                         |
| D                | Simone Pinna          | Olbia          | fine prestito                    |
| C                | Radja Nainggolan      | Inter          | prestito                         |
| C                | Nahitan Nández        | Boca Juniors   | definitivo                       |
| C                | Marko Rog             | Napoli         | prestito con obbligo di riscatto |
| A                | Daniele Ragatzu       | Olbia          | fine prestito                    |
| A                | Giovanni Simeone      | Fiorentina     | prestito con obbligo di riscatto |
| Altre operazioni |                       |                |                                  |
| R.               | Nome                  | da             | Modalità                         |
| P                | Guglielmo Vicario     | Venezia        | definitivo                       |
| D                | Fabrizio Cacciatore   | Chievo         | definitivo                       |
| D                | Matteo Cotali         | Olbia          | fine prestito                    |
| D                | Marko Pajač           | Empoli         | fine prestito                    |
| C                | Fabrizio Caligara     | Olbia          | fine prestito                    |
| C                | Santiago Colombatto   | Verona         | fine prestito                    |
| A                | Alberto Cerri         | Juventus       | definitivo                       |
| A                | Alessandro Capello    | Padova         | fine prestito                    |
| A                | Damir Ceter           | Olbia          | fine prestito                    |
| A                | Niccolò Giannetti     | Livorno        | fine prestito                    |
| A                | Han Kwang-song        | Perugia        | fine prestito                    |

| Cessioni         | Cessioni            | Cessioni       | Cessioni                         |
| R.               | Nome                | a              | Modalità                         |
| ---------------- | ------------------- | -------------- | -------------------------------- |
| P                | Riccardo Daga       | Arezzo         | definitivo                       |
| D                | Maxime Leverbe      | Sampdoria      | fine prestito                    |
| D                | Simone Padoin       |                | svincolato                       |
| D                | Filippo Romagna     | Sassuolo       | prestito con diritto di riscatto |
| D                | Marko Pajač         | Genoa          | prestito con diritto di riscatto |
| D                | Darijo Srna         |                | fine carriera                    |
| C                | Nicolò Barella      | Inter          | prestito con obbligo di riscatto |
| C                | Filip Bradarić      | Hajduk Spalato | prestito                         |
| C                | Diego Farias        | Lecce          | prestito con diritto di riscatto |
| A                | Kiril Despodov      | Sturm Graz     | prestito                         |
| A                | Cyril Théréau       | Fiorentina     | fine prestito                    |
| Altre operazioni |                     |                |                                  |
| R.               | Nome                | a              | Modalità                         |
| P                | Guglielmo Vicario   | Perugia        | prestito                         |
| D                | Matteo Cotali       | Chievo         | definitivo                       |
| D                | Luca Pellegrini     | Roma           | fine prestito                    |
| C                | Fabrizio Caligara   | Venezia        | prestito                         |
| C                | Santiago Colombatto | Sint-Truiden   | definitivo                       |
| C                | Riccardo Doratiotto | Olbia          | definitivo                       |
| A                | Alessandro Capello  | Padova         | definitivo                       |
| A                | Damir Ceter         | Chievo         | prestito                         |
| A                | Niccolò Giannetti   | Salernitana    | definitivo                       |
| A                | Han Kwang-song      | Juventus U23   | prestito con obbligo di riscatto |

### Sessione invernale(dal 2 gennaio al 31 gennaio)
| Acquisti | Acquisti         | Acquisti | Acquisti   |
| R.       | Nome             | da       | Modalità   |
| -------- | ---------------- | -------- | ---------- |
| A        | Alberto Paloschi | SPAL     | prestito   |
| A        | Gastón Pereiro   | PSV      | definitivo |

| Cessioni | Cessioni          | Cessioni | Cessioni                         |
| R.       | Nome              | a        | Modalità                         |
| -------- | ----------------- | -------- | -------------------------------- |
| P        | Simone Aresti     | Olbia    | definitivo                       |
| D        | Simone Pinna      | Empoli   | prestito con diritto di riscatto |
| C        | Lucas Castro      | SPAL     | prestito con obbligo di riscatto |
| C        | Alessandro Deiola | Lecce    | prestito con diritto di riscatto |
| A        | Alberto Cerri     | SPAL     | prestito                         |

### Operazioni esterne alle sessioni
A causa della straordinarietà originata dalla emergenza COVID-19, la quale ha spostato le ultime giornate di campionato ad una data successiva al naturale termine della stagione sportiva, la FIGC è intervenuta per dettare le linee guida sui legami in scadenza il 30 giugno 2020, stabilendo che l’estensione al 31 agosto 2020 della durata del tesseramento a titolo temporaneo della stagione 2019-2020 deve essere pattuita fra le parti mediante sottoscrizione di apposito modulo federale con una trattativa privata.
| Acquisti | Acquisti         | Acquisti | Acquisti                |
| R.       | Nome             | da       | Modalità                |
| -------- | ---------------- | -------- | ----------------------- |
| D        | Ragnar Klavan    | Cagliari | prolungamento contratto |
| D        | Luca Pellegrini  | Juventus | prolungamento prestito  |
| C        | Luca Cigarini    | Cagliari | prolungamento contratto |
| C        | Radja Nainggolan | Inter    | prolungamento prestito  |
| A        | Alberto Paloschi | SPAL     | prolungamento prestito  |

| Cessioni | Cessioni            | Cessioni | Cessioni      |
| R.       | Nome                | a        | Modalità      |
| -------- | ------------------- | -------- | ------------- |
| P        | Robin Olsen         | Roma     | fine prestito |
| D        | Fabrizio Cacciatore |          | svincolato    |

## Risultati

### Serie A

#### Girone d'andata
| Arbitro: | Abbattista (Molfetta) |

|  |           |                       |
|  | Marcatori | 54’ (rig.) Donnarumma |

| Arbitro: | Maresca (Napoli) |

|                |           |                                |
| João Pedro 50’ | Marcatori | 25’ Martínez 72’ (rig.) Lukaku |

| Arbitro: | Pasqua (Tivoli) |

|             |           |                                 |
| Barillà 58’ | Marcatori | 23’, 39’ Ceppitelli 77’ Simeone |

| Arbitro: | Manganiello (Pinerolo) |

|                                              |           |            |
| Simeone 46’ Zapata 85’ (aut.) João Pedro 87’ | Marcatori | 83’ Kouamé |

| Arbitro: | Di Bello (Brindisi) |

|  |           |            |
|  | Marcatori | 87’ Castro |

| Arbitro: | Volpi (Arezzo) |

|            |           |             |
| Castro 29’ | Marcatori | 66’ Faraoni |

| Arbitro: | Massa (Imperia) |

|                       |           |                       |
| Ceppitelli 31’ (aut.) | Marcatori | 26’ (rig.) João Pedro |

| Arbitro: | Chiffi (Padova) |

|                          |           |  |
| Nainggolan 9’ Faragò 67’ | Marcatori |  |

| Arbitro: | Fabbri (Ravenna) |

|          |           |            |
| Zaza 69’ | Marcatori | 40’ Nández |

| Arbitro: | Sacchi (Macerata) |

|                                 |           |                                          |
| João Pedro 48’, 83’ Simeone 72’ | Marcatori | 23’ (rig.) Santander 90+1’ (aut.) Faragò |

| Arbitro: | Abisso (Palermo) |

|  |           |                              |
|  | Marcatori | 32’ (aut.) Pašalić 58’ Oliva |

| Arbitro: | La Penna (Roma) |

|                                                                |           |                   |
| Rog 17’ Pisacane 26’ Simeone 34’ João Pedro 54’ Nainggolan 65’ | Marcatori | 75’, 87’ Vlahović |

| Arbitro: | Mariani (Aprilia) |

|                                     |           |                                      |
| Lapadula 83’ (rig.) Calderoni 90+1’ | Marcatori | 30’ (rig.) João Pedro 67’ Nainggolan |

| Arbitro: | Aureliano (Bologna) |

|                                                |           |                                          |
| Nainggolan 69’ João Pedro 74’, 76’ Cerri 90+6’ | Marcatori | 38’ (rig.), 70’ Quagliarella 52’ Ramírez |

| Arbitro: | Pairetto (Nichelino) |

|                        |           |                            |
| Berardi 7’ Đuričić 36’ | Marcatori | 51’ João Pedro 90’ Ragatzu |

| Arbitro: | Maresca (Napoli) |

|            |           |                                  |
| Simeone 8’ | Marcatori | 90+3’ Luis Alberto 90+8’ Caicedo |

| Arbitro: | Piccinini (Forlì) |

|                        |           |                |
| de Paul 39’ Fofana 85’ | Marcatori | 84’ João Pedro |

| Arbitro: | Giacomelli (Trieste) |

|                                          |           |  |
| Ronaldo 49’, 67’ (rig.), 82’ Higuaín 81’ | Marcatori |  |

| Arbitro: | Abisso (Palermo) |

|  |           |                          |
|  | Marcatori | 46’ Leão 64’ Ibrahimović |

#### Girone di ritorno
| Arbitro: | Giua (Olbia) |

|                      |           |                            |
| Torregrossa 27’, 49’ | Marcatori | 21’, 68’ (rig.) João Pedro |

| Arbitro: | Manganiello (Pinerolo) |

|              |           |                |
| Martínez 29’ | Marcatori | 78’ Nainggolan |

| Arbitro: | Irrati (Pistoia) |

|                            |           |                           |
| João Pedro 19’ Simeone 54’ | Marcatori | 42’ Kucka 90+4’ Cornelius |

| Arbitro: | Calvarese (Teramo) |

|            |           |  |
| Pandev 43’ | Marcatori |  |

| Arbitro: | Doveri (Roma) |

|  |           |             |
|  | Marcatori | 66’ Mertens |

| Arbitro: | Manganiello (Pinerolo) |

|                     |           |             |
| Di Carmine 14’, 26’ | Marcatori | 43’ Simeone |

| Arbitro: | Di Bello (Brindisi) |

|                                 |           |                                              |
| João Pedro 28’, 89’ Pereiro 75’ | Marcatori | 29’, 42’ Kalinić 64’ Kluivert 81’ Mkhitaryan |

| Arbitro: | Abisso (Palermo) |

|  |           |               |
|  | Marcatori | 90+3’ Simeone |

| Arbitro: | Mariani (Aprilia) |

|                                                             |           |                        |
| Nández 12’ Simeone 17’ Nainggolan 46’ João Pedro 68’ (rig.) | Marcatori | 60’ Bremer 65’ Belotti |

| Arbitro: | Sacchi (Macerata) |

|              |           |             |
| Barrow 45+3’ | Marcatori | 46’ Simeone |

| Arbitro: | La Penna (Roma) |

|  |           |                   |
|  | Marcatori | 27’ (rig.) Muriel |

| Firenze 8 luglio 2020, ore 19:30 CEST 31ª giornata | Fiorentina             | 0 – 0 referto | Cagliari | Stadio Artemio Franchi (0 spett.)\| Arbitro: \| Manganiello (Pinerolo) \| |
| Arbitro:                                           | Manganiello (Pinerolo) |               |          |                                                                           |

| Cagliari 12 luglio 2020, ore 19:30 CEST 32ª giornata | Cagliari       | 0 – 0 referto | Lecce | Sardegna Arena (0 spett.)\| Arbitro: \| Orsato (Schio) \| |
| Arbitro:                                             | Orsato (Schio) |               |       |                                                           |

| Arbitro: | Pairetto (Nichelino) |

|                                  |           |  |
| Gabbiadini 8’ Bonazzoli 40’, 53’ | Marcatori |  |

| Arbitro: | Ayroldi (Molfetta) |

|                |           |            |
| João Pedro 63’ | Marcatori | 12’ Caputo |

| Arbitro: | Piccinini (Forlì) |

|                                   |           |             |
| Milinković-Savić 47’ Immobile 60’ | Marcatori | 45’ Simeone |

| Arbitro: | Pasqua (Tivoli) |

|  |           |          |
|  | Marcatori | 2’ Okaka |

| Arbitro: | Ghersini (Genova) |

|                           |           |  |
| Gagliano 8’ Simeone 45+2’ | Marcatori |  |

| Arbitro: | Serra (Torino) |

|                                                  |           |  |
| Klavan 10’ (aut.) Ibrahimović 55’ Castillejo 57’ | Marcatori |  |

### Coppa Italia

#### Turni eliminatori
| Arbitro: | Giua (Olbia) |

|                       |           |                 |
| João Pedro 7’ Rog 17’ | Marcatori | 43’ Pucciarelli |

| Arbitro: | Manganiello (Pinerolo) |

|                      |           |                |
| Cerri 7’ Ragatzu 48’ | Marcatori | 87’ Gabbiadini |

#### Fase finale
| Arbitro: | Chiffi (Padova) |

|                                         |           |           |
| Lukaku 1’, 49’ Valero 22’ Ranocchia 81’ | Marcatori | 73’ Oliva |

## Statistiche

### Statistiche di squadra
| Competizione | Punti | In casa | In casa | In casa | In casa | In casa | In casa | In trasferta | In trasferta | In trasferta | In trasferta | In trasferta | In trasferta | Totale | Totale | Totale | Totale | Totale | Totale | DR |
| Competizione | Punti | G       | V       | N       | P       | Gf      | Gs      | G            | V            | N            | P            | Gf           | Gs           | G      | V      | N      | P      | Gf     | Gs     | DR |
| ------------ | ----- | ------- | ------- | ------- | ------- | ------- | ------- | ------------ | ------------ | ------------ | ------------ | ------------ | ------------ | ------ | ------ | ------ | ------ | ------ | ------ | -- |
| Serie A      | 45    | 19      | 7       | 4       | 8       | 32      | 28      | 19           | 4            | 8            | 7            | 20           | 28           | 38     | 11     | 12     | 15     | 52     | 56     | -4 |
| Coppa Italia | -     | 2       | 2       | 0       | 0       | 4       | 2       | 1            | 0            | 0            | 1            | 1            | 4            | 3      | 2      | 0      | 1      | 5      | 6      | -1 |
| Totale       | -     | 21      | 9       | 4       | 8       | 36      | 30      | 20           | 4            | 8            | 8            | 21           | 32           | 41     | 13     | 12     | 16     | 57     | 62     | -5 |

### Andamento in campionato
| Giornata  | 1  | 2  | 3  | 4 | 5 | 6 | 7 | 8 | 9 | 10 | 11 | 12 | 13 | 14 | 15 | 16 | 17 | 18 | 19 | 20 | 21 | 22 | 23 | 24 | 25 | 26 | 27 | 28 | 29 | 30 | 31 | 32 | 33 | 34 | 35 | 36 | 37 | 38 |
| --------- | -- | -- | -- | - | - | - | - | - | - | -- | -- | -- | -- | -- | -- | -- | -- | -- | -- | -- | -- | -- | -- | -- | -- | -- | -- | -- | -- | -- | -- | -- | -- | -- | -- | -- | -- | -- |
| Luogo     | C  | C  | T  | C | T | C | T | C | T | C  | T  | C  | T  | C  | T  | C  | T  | T  | C  | T  | T  | C  | T  | C  | T  | C  | T  | C  | T  | C  | T  | C  | T  | C  | T  | C  | C  | T  |
| Risultato | P  | P  | V  | V | V | N | N | V | N | V  | V  | V  | N  | V  | N  | P  | P  | P  | P  | N  | N  | N  | P  | P  | P  | P  | V  | V  | N  | P  | N  | N  | P  | N  | P  | P  | V  | P  |
| Posizione | 16 | 18 | 13 | 9 | 5 | 7 | 7 | 5 | 7 | 7  | 6  | 4  | 4  | 4  | 4  | 5  | 6  | 6  | 6  | 6  | 6  | 6  | 8  | 11 | 11 | 11 | 10 | 10 | 9  | 11 | 11 | 11 | 11 | 11 | 13 | 14 | 13 | 14 |

Fonte:  Serie A – Classifica, su legaseriea.it. URL consultato il 23 luglio 2019 (archiviato dall'url originale il 12 giugno 2018).
Legenda:

Luogo: C = Casa; T = Trasferta. Risultato: V = Vittoria; N = Pareggio; P = Sconfitta.

### Statistiche dei giocatori
| Giocatore      | Serie A  | Serie A | Serie A     | Serie A    | Coppa Italia | Coppa Italia | Coppa Italia | Coppa Italia | Totale   | Totale | Totale      | Totale     |
| Giocatore      | Presenze | Reti    | Ammonizioni | Espulsioni | Presenze     | Reti         | Ammonizioni  | Espulsioni   | Presenze | Reti   | Ammonizioni | Espulsioni |
| -------------- | -------- | ------- | ----------- | ---------- | ------------ | ------------ | ------------ | ------------ | -------- | ------ | ----------- | ---------- |
| S. Aresti      | 0        | 0       | 0           | 0          | 1            | -1           | 0            | 0            | 1        | -1     | 0           | 0          |
| V. Birsa       | 13       | 0       | 1           | 0          | 2            | 0            | 0            | 0            | 15       | 0      | 1           | 0          |
| F. Bradarić    | 0        | 0       | 0           | 0          | 0            | 0            | 0            | 0            | 0        | 0      | 0           | 0          |
| F. Cacciatore  | 16       | 0       | 1           | 1          | 1            | 0            | 0            | 0            | 17       | 0      | 1           | 1          |
| A. Carboni     | 7        | 0       | 5           | 2          | 0            | 0            | 0            | 0            | 7        | 0      | 5           | 2          |
| L. Castro      | 15       | 2       | 2           | 0          | 2            | 0            | 0            | 0            | 17       | 2      | 2           | 0          |
| L. Ceppitelli  | 16       | 2       | 5           | 0          | 1            | 0            | 0            | 0            | 17       | 2      | 5           | 0          |
| A. Cerri       | 11       | 1       | 1           | 0          | 2            | 1            | 0            | 0            | 13       | 2      | 1           | 0          |
| L. Cigarini    | 22       | 0       | 8           | 1          | 0            | 0            | 0            | 0            | 22       | 0      | 8           | 1          |
| S. Colombatto  | 0        | 0       | 0           | 0          | 0            | 0            | 0            | 0            | 0        | 0      | 0           | 0          |
| A. Cragno      | 16       | -21     | 1           | 0          | 0            | 0            | 0            | 0            | 16       | -21    | 1           | 0          |
| A. Deiola      | 1        | 0       | 0           | 0          | 1            | 0            | 0            | 0            | 2        | 0      | 0           | 0          |
| K. Despodov    | 0        | 0       | 0           | 0          | 0            | 0            | 0            | 0            | 0        | 0      | 0           | 0          |
| P. Faragò      | 21       | 1       | 3           | 0          | 1            | 0            | 0            | 0            | 22       | 1      | 3           | 0          |
| L. Gagliano    | 2        | 1       | 0           | 0          | 0            | 0            | 0            | 0            | 2        | 1      | 0           | 0          |
| Han            | 0        | 0       | 0           | 0          | 0            | 0            | 0            | 0            | 0        | 0      | 0           | 0          |
| A. Ioniță      | 34       | 0       | 6           | 0          | 3            | 0            | 0            | 0            | 37       | 0      | 6           | 0          |
| João Pedro     | 36       | 18      | 6           | 0          | 3            | 1            | 0            | 0            | 39       | 19     | 6           | 0          |
| R. Klavan      | 31       | 0       | 4           | 0          | 2            | 0            | 0            | 0            | 33       | 0      | 4           | 0          |
| R. Ladinetti   | 3        | 0       | 0           | 0          | 0            | 0            | 0            | 0            | 3        | 0      | 0           | 0          |
| C. Lykogiannīs | 20       | 0       | 4           | 0          | 3            | 0            | 1            | 0            | 23       | 0      | 5           | 0          |
| F. Marigosu    | 2        | 0       | 0           | 0          | 0            | 0            | 0            | 0            | 2        | 0      | 0           | 0          |
| F. Mattiello   | 18       | 0       | 3           | 0          | 0            | 0            | 0            | 0            | 18       | 0      | 3           | 0          |
| R. Nainggolan  | 26       | 6       | 5           | 0          | 3            | 0            | 1            | 0            | 29       | 6      | 6           | 0          |
| N. Nández      | 35       | 2       | 14          | 0          | 3            | 0            | 0            | 0            | 38       | 2      | 14          | 0          |
| C. Oliva       | 11       | 1       | 1           | 0          | 2            | 1            | 0            | 0            | 13       | 2      | 1           | 0          |
| R. Olsen       | 17       | -24     | 0           | 1          | 2            | -5           | 0            | 0            | 19       | -29    | 0           | 1          |
| A. Paloschi    | 7        | 0       | 0           | 0          | 0            | 0            | 0            | 0            | 7        | 0      | 0           | 0          |
| L. Pavoletti   | 2        | 0       | 0           | 0          | 1            | 0            | 0            | 0            | 3        | 0      | 0           | 0          |
| L. Pellegrini  | 24       | 0       | 10          | 0          | 0            | 0            | 0            | 0            | 24       | 0      | 10          | 0          |
| G. Pereiro     | 10       | 1       | 3           | 0          | 0            | 0            | 0            | 0            | 10       | 1      | 3           | 0          |
| S. Pinna       | 1        | 0       | 1           | 0          | 1            | 0            | 0            | 0            | 2        | 0      | 1           | 0          |
| F. Pisacane    | 30       | 1       | 7           | 1          | 2            | 0            | 0            | 0            | 32       | 1      | 7           | 1          |
| Rafael         | 6        | -11     | 0           | 0          | 1            | 0            | 0            | 1            | 7        | -11    | 0           | 1          |
| D. Ragatzu     | 13       | 1       | 1           | 0          | 1            | 1            | 0            | 0            | 14       | 2      | 1           | 0          |
| M. Rog         | 30       | 1       | 10          | 0          | 2            | 1            | 0            | 0            | 32       | 2      | 10          | 0          |
| F. Romagna     | 0        | 0       | 0           | 0          | 0            | 0            | 0            | 0            | 0        | 0      | 0           | 0          |
| G. Simeone     | 37       | 12      | 4           | 0          | 0            | 0            | 0            | 0            | 37       | 12     | 4           | 0          |
| S. Walukiewicz | 14       | 0       | 1           | 0          | 2            | 0            | 0            | 0            | 16       | 0      | 1           | 0          |

## Giovanili

### Organigramma[24]
Area direttiva e organizzativa
- Responsabile Organizzativo Settore Giovanile: Pierluigi Carta
- Coordinatori Tecnici Settore Giovanile[78]: Daniele Conti (Primavera, U17), Martino Melis (U16), Oscar Erriu (U15, U14, U13)
- Responsabile Attività di Base[N 1]: Sergio Fadda

Allenatori squadre maschili
- Primavera: Massimiliano Canzi[78], poi Luigi Lavecchia (dal 3 marzo 2020) - Vice: Alessandro Agostini[78]
- Under-17: Martino Melis[78] - Vice: Maurizio Idda[78]
- Under-16: Marco Canestro[78] - Vice: Alberto Piras[78]
- Under-15: Daniele Zini[78] - Vice: Davide Carrus[78]

Allenatori squadre femminili
- Under-17: Giuseppe Panarello e Alessandro Piras
- Under-15: Andrea Corda e Alessandro Piras
- Under-15 Gallura: Giampaolo Gaias
- Under-10: Anna Piras e Alessandro Piras

1. ↑  Rientrano in questa denominazione le squadre Under-8, Under-9, Under-10 Rossi e Under-10 Blu, Under-11, Under-12 Femminile, Under-12 Elite e Under-13. Fonte:  Cagliari Calcio - Giovanili, su cagliaricalcio.com. URL consultato il 2 luglio 2018.

### Piazzamenti
- Primavera: 
  - Campionato: sospeso a causa della pandemia di COVID-19[79] (2º posto al momento dell'interruzione)
  - Coppa Italia: Ottavi di finale.[80]
- Under-17 maschile:  campionato sospeso a causa della pandemia di COVID-19[81] (9º posto nel girone B al momento dell'interruzione)
- Under-16 maschile:  campionato sospeso a causa della pandemia di COVID-19[81] (7º posto nel girone B al momento dell'interruzione)
- Under-15 maschile: campionato sospeso a causa della pandemia di COVID-19[81] (3º posto nel girone B al momento dell'interruzione)
- Under-17 femminile: fase regionale non iniziata a causa della pandemia di COVID-19[81]
- Under-15 femminile: fase regionale non iniziata a causa della pandemia di COVID-19[81]

### Fonti
1. 1 2   Statistiche dei calciatori - Cagliari Calcio, su legaseriea.it.
2. 1 2 3 4 5 6 7 8 9 10 11 12 13 14 15 16 17 18 19 20 21 22 23 24 25 26 27 28 29 30 31 32 33 34 35 36 37 38 39 40 41  (EN) Statistiche Spettatori Serie A 2019-2020, su stadiapostcards.com. URL consultato il 1º settembre 2019.
3. ↑  Minimo stagionale assoluto nel quarto turno di Coppa Italia: 11 781 vs Sampdoria
(5 dicembre 2019), ma con Curva Sud chiusa al pubblico.
4. 1 2  Non vengono considerate, ai fini statistici, le partite giocate a porte chiuse a causa della pandemia di COVID-19
5. ↑   Maran: "Europa? Nello sport niente è impossibile. Il presidente sa ascoltare", su calciocasteddu.it, 25 luglio 2019.
6. ↑   Nainggolan è arrivato a Cagliari: "Una scelta di cuore, voglio portare in alto la squadra", su lastampa.it, 3 agosto 2019.
7. ↑   Dario Saltari, Guida al Cagliari 2019/20, su ultimouomo.com, 27 agosto 2019.
8. ↑   Settembre, il mese Maraniano, su centotrentuno.com, 9 settembre 2019.
9. ↑   Parma, in la Repubblica, 16 settembre 2019,  p. 32.
10. ↑   Mimmo Malfitano, Napoli fermo al palo: il Cagliari resiste e fa l'impresa con Castro, su gazzetta.it, 25 settembre 2019.
11. ↑   Simone Monari, Un rigore non può bastare, in la Repubblica, 31 ottobre 2019,  p. 13.
12. ↑   Giuseppe Calabrese, Sprofondo viola, in la Repubblica, 11 novembre 2019,  p. 10.
13. ↑   Matteo Zorzoli, È un Cagliari formato Europa, su it.eurosport.com, 20 ottobre 2019.
14. ↑   Dario Saltari, Dove può arrivare il Cagliari di Maran, su ultimouomo.com, 12 novembre 2019.
15. ↑   Un Cagliari da favola rimonta la Samp, in la Repubblica, 3 dicembre 2019,  p. 49.
16. ↑   Comunicato della Società, su cagliaricalcio.com, Cagliari Calcio, 3 marzo 2020. URL consultato il 3 marzo 2020 (archiviato dall'url originale il 3 marzo 2020).
17. ↑   Walter Zenga nuovo allenatore del Cagliari, su cagliaricalcio.com, Cagliari Calcio, 3 marzo 2020. URL consultato il 3 marzo 2020 (archiviato dall'url originale il 3 marzo 2020).
18. ↑   Cagliari Calcio e Birra Ichnusa: due anime sarde, su cagliaricalcio.com, 22 luglio 2016. URL consultato il 31 maggio 2018.
19. ↑   Nieddittas nuovo sponsor del Cagliari, su cagliaricalcio.com, 13 agosto 2017. URL consultato il 2 luglio 2018.
20. ↑   Una maglia ancora più sarda, su cagliaricalcio.com, 23 agosto 2019.
21. ↑   CAGLIARI E MACRON ANCORA INSIEME FINO AL 2023. SVELATA ANCHE LA MAGLIA “HOME” 2018-2019 [collegamento interrotto], su macron.com, 23 maggio 2018. URL consultato l'8 luglio 2019.
22. ↑   Le nuove maglie per la stagione 2019-20, su cagliaricalcio.com, 23 maggio 2019. URL consultato l'8 luglio 2019.
23. ↑   La maglia del Centenario, su cagliaricalcio.com, 10 gennaio 2020. URL consultato il 15 gennaio 2020.
24. 1 2 3   Organigramma Cagliari Calcio, su cagliaricalcio.com. URL consultato il 18 dicembre 2019 (archiviato dall'url originale il 19 ottobre 2017).
25. ↑   Lo staff tecnico della prima squadra, su cagliaricalcio.com. URL consultato il 6 marzo 2020.
26. ↑   Gigi Riva Presidente Onorario del Cagliari, su cagliaricalcio.com, 18 dicembre 2019. URL consultato il 18 dicembre 2019 (archiviato dall'url originale il 16 maggio 2022).
27. 1 2   STAFF TECNICO, su cagliaricalcio.com. URL consultato il 5 settembre 2019 (archiviato dall'url originale il 7 novembre 2019).
28. ↑   I numeri di maglia dei rossoblù, su cagliaricalcio.com, 17 agosto 2019. URL consultato il 17 agosto 2019.
29. 1 2   Padoin saluta, "tre anni meravigliosi", in ANSA, 24 giugno 2019. URL consultato il 3 settembre 2019.
30. 1 2   Cagliari, quanto affetto per Srna: “Campione e signore, grazie di cuore”, in La Gazzetta dello Sport, 20 giugno 2019. URL consultato il 3 settembre 2019.
31. 1 2   Daga all'Arezzo, su cagliaricalcio.com, 26 luglio 2019. URL consultato il 3 settembre 2019.
32. 1 2   Walukiewicz al Cagliari, su cagliaricalcio.com, 15 gennaio 2019. URL consultato il 22 gennaio 2019 (archiviato dall'url originale il 15 agosto 2020).
33. 1 2   Vicario al Cagliari, su cagliaricalcio.com, 17 luglio 2019. URL consultato il 17 luglio 2019 (archiviato dall'url originale l'8 febbraio 2023).
34. 1 2   Vicario al Perugia, in cagliaricalcio.com, 25 luglio 2019. URL consultato il 25 luglio 2019 (archiviato dall'url originale il 25 luglio 2019).
35. 1 2   Barella lascia il Cagliari, su cagliaricalcio.com, 12 luglio 2019. URL consultato il 13 luglio 2019.
36. ↑   Inter, è fatta per Barella! Operazione da 45 milioni, oggi le visite e la firma, su gazzetta.it, 11 luglio 2019.
37. 1 2   Marko Rog al Cagliari, su cagliaricalcio.com, 23 luglio 2019. URL consultato il 24 luglio 2019 (archiviato dall'url originale il 23 luglio 2019).
38. 1 2   Bentornato, Radja!, su cagliaricalcio.com, 5 agosto 2019. URL consultato il 5 agosto 2019 (archiviato dall'url originale il 5 agosto 2019).
39. 1 2   Bienvenido, Nández!, su cagliaricalcio.com, 9 agosto 2019. URL consultato il 9 agosto 2019.
40. ↑   Calciomercato Cagliari, Nandez è ufficiale: colpo da 18 milioni dal Boca Juniors, su goal.com, 9 agosto 2018.
41. 1 2   Mattiello al Cagliari, su cagliaricalcio.com, 10 luglio 2019. URL consultato il 10 luglio 2019 (archiviato dall'url originale il 10 luglio 2019).
42. 1 2   Olsen è del Cagliari, su cagliaricalcio.com, 30 agosto 2019. URL consultato il 30 agosto 2019 (archiviato dall'url originale il 30 agosto 2019).
43. 1 2   Simeone è del Cagliari!, su cagliaricalcio.com, 30 agosto 2019. URL consultato il 30 agosto 2019 (archiviato dall'url originale il 30 agosto 2019).
44. 1 2  A fine stagione 2018-2019 il giocatore fa rientro alla Roma al termine del prestito secco. Durante la sessione estiva viene ceduto a titolo definitivo alla Juventus che successivamente lo rimanda al Cagliari in prestito secco

 Benvenuto in bianconero a Luca Pellegrini!, su juventus.com, 30 giugno 2019. URL consultato il 19 agosto 2019 (archiviato dall'url originale il 30 giugno 2019).
45. 1 2  A fine stagione 2018-2019 il giocatore fa rientro alla Roma al termine del prestito secco. Durante la sessione estiva viene ceduto a titolo definitivo alla Juventus che successivamente lo rimanda al Cagliari in prestito secco

 Pellegrini torna al Cagliari, su cagliaricalcio.com, 19 agosto 2019. URL consultato il 19 agosto 2019 (archiviato dall'url originale il 19 agosto 2019).
46. 1 2  Con obbligo di riscatto in caso di salvezza del Lecce nella Serie A 2019-2020

 Farias al Lecce, su cagliaricalcio.com, 16 agosto 2019. URL consultato il 16 agosto 2019.
47. 1 2   Pajac al Genoa, su cagliaricalcio.com, 20 agosto 2019. URL consultato il 3 settembre 2019.
48. 1 2   Romagna al Sassuolo, su cagliaricalcio.com, 2 settembre 2019. URL consultato il 3 settembre 2019 (archiviato dall'url originale il 3 settembre 2019).
49. 1 2   Bradaric all’Hajduk Spalato, su cagliaricalcio.com, 2 settembre 2019. URL consultato il 2 settembre 2019 (archiviato dall'url originale il 2 settembre 2019).
50. 1 2   Despodov allo Sturm Graz, su cagliaricalcio.com, 2 settembre 2019. URL consultato il 2 settembre 2019 (archiviato dall'url originale il 2 settembre 2019).
51. 1 2   Colombatto al Sint-Truiden, su cagliaricalcio.com, 31 agosto 2019. URL consultato il 31 agosto 2019 (archiviato dall'url originale il 31 agosto 2019).
52. 1 2   Han alla Juventus, su cagliaricalcio.com, 2 settembre 2019. URL consultato il 2 settembre 2019 (archiviato dall'url originale il 2 settembre 2019).
53. 1 2   Aresti all’Olbia, su cagliaricalcio.com, 4 gennaio 2020. URL consultato l'8 gennaio 2020 (archiviato dall'url originale il 4 gennaio 2020).
54. 1 2   Pinna all’Empoli, su cagliaricalcio.com, 9 gennaio 2020. URL consultato il 9 gennaio 2020.
55. 1 2   Deiola al Lecce, su cagliaricalcio.com, 10 gennaio 2020. URL consultato il 10 gennaio 2020.
56. 1 2   Cerri alla Spal, su cagliaricalcio.com, 31 gennaio 2020. URL consultato il 1º febbraio 2020.
57. 1 2   Paloschi al Cagliari, su cagliaricalcio.com, 31 gennaio 2020. URL consultato il 1º febbraio 2020.
58. 1 2   Castro alla Spal, su cagliaricalcio.com, 31 gennaio 2020. URL consultato il 1º febbraio 2020 (archiviato dall'url originale il 1º febbraio 2020).
59. 1 2   Gastón Pereiro al Cagliari, su cagliaricalcio.com, 31 gennaio 2020. URL consultato il 1º febbraio 2020.
60. 1 2   Contratti in scadenza, interviene la Figc: il protocollo con le linee guida, su sport.sky.it, Sky Sport, 20 giugno 2020. URL consultato il 1º luglio 2020.
61. 1 2   Cagliari, Klavan resta in rossoblù, su centotrentuno.com, 30 giugno 2020. URL consultato il 1º luglio 2020.
62. 1 2   Bia (ag. Cigarini): “Resta gratis, ma non meritava questo trattamento”, su centotrentuno.com, 30 giugno 2020. URL consultato il 1º luglio 2020.
63. 1 2   Olsen: “Orgoglioso del tempo trascorso a Cagliari”, su centotrentuno.com, 30 giugno 2020. URL consultato il 1º luglio 2020.
64. 1 2   Cacciatore: “Cagliari, sono deluso: non ho chiesto cifre folli”, su centotrentuno.com, 30 giugno 2020. URL consultato il 1º luglio 2020.
65. ↑  Acquistato a titolo definitivo nella sessione invernale del calciomercato della stagione 2018-2019 e lasciato in prestito nel club di provenienza fino al termine della stessa.
66. ↑   Cotali al ChievoVerona, su cagliaricalcio.com, 5 luglio 2019. URL consultato l'8 luglio 2019 (archiviato dall'url originale l'8 luglio 2019).
67. ↑   Caligara al Venezia, su cagliaricalcio.com, 20 luglio 2019. URL consultato il 20 luglio 2019 (archiviato dall'url originale il 20 luglio 2019).
68. ↑   Capello al Venezia, su cagliaricalcio.com, 21 luglio 2019. URL consultato il 21 luglio 2019 (archiviato dall'url originale il 21 luglio 2019).
69. ↑   Ceter al ChievoVerona, su cagliaricalcio.com, 8 luglio 2019. URL consultato l'8 luglio 2019 (archiviato dall'url originale l'8 luglio 2019).
70. ↑   Giannetti alla Salernitana, su cagliaricalcio.com, 17 luglio 2019. URL consultato il 17 luglio 2019 (archiviato dall'url originale il 17 luglio 2019).
71. ↑  Gara in programma il 24 novembre 2019 alle 20:45, ma rinviata per impraticabilità del campo dovuta alla pioggia; cfr.  Lecce-Cagliari rinviata: troppa pioggia, campo impraticabile, su repubblica.it, 24 novembre 2019.
72. ↑  Partita inizialmente prevista per il 23 febbraio 2020 e rinviata prima all'11 marzo e poi al 18 marzo, prima della sospensione del torneo, a causa dell'emergenza Coronavirus.

cfr. Rinvio:  Emergenza Coronavirus: rinviate quattro gare di Serie A TIM, in legaseriea.it, 23 febbraio 2020. URL consultato il 23 febbraio 2020 (archiviato dall'url originale il 24 febbraio 2020).
Prima data:  Recupero gare 6ª giornata di ritorno e variazioni 8ª e 9ª giornata di ritorno (PDF), in legaseriea.it, 27 febbraio 2020. URL consultato il 27 febbraio 2020 (archiviato dall'url originale il 27 febbraio 2020).
Rettifica:  Programmazione recuperi 6ª giornata di ritorno (PDF), in legaseriea.it, 5 marzo 2020. URL consultato il 6 marzo 2020 (archiviato dall'url originale il 27 giugno 2020).
73. 1 2 3 4 5 6 7 8 9 10 11 12 13  Partita disputata a porte chiuse a causa della pandemia di COVID-19.
74. 1 2 3 4 5 6 7 8 9 10 11 12  Partita rinviata a tale data per ragioni di pubblica sicurezza.
75. ↑   Cagliari, esordio vincente (con brivido…), in centotrentuno.com, 18 agosto 2019. URL consultato il 18 agosto 2019.
76. ↑   Coppa Italia: Inter-Cagliari 4-1, su ansa.it, 14 gennaio 2020.
77. ↑  Disputata dopo la 26ª giornata
78. 1 2 3 4 5 6 7 8 9   Lo staff tecnico del Settore giovanile, su cagliaricalcio.com, 2 luglio 2019. URL consultato il 10 luglio 2020 (archiviato dall'url originale il 10 luglio 2020).
79. ↑   Comunicato ufficiale nº241 - Sospensione definitiva Campionato Primavera 1 2019-2020 Trofeo Giacinto Facchetti (PDF), su legaseriea.it, 17 giugno 2020. URL consultato il 10 luglio 2020 (archiviato dall'url originale l'8 luglio 2020).
80. ↑   TIM Cup, Primavera eliminata, su cagliaricalcio.com, 19 dicembre 2019. URL consultato il 10 luglio 2020.
81. 1 2 3 4 5   FIGC - COMUNICATO UFFICIALE N. 187/A (PDF), su figc.it, 16 aprile 2020. URL consultato il 10 luglio 2020.